# 2024년 이란 대통령 선거
2024년 이란 대통령 선거는 2024년 이란에서 실시된 대통령 선거이다.
이란의 조기 대선은 지난 5월 19일 에브라힘 라이시 대통령이 헬리콥터 추락사고로 사망한 이후 2024년 6월 28일에 치러졌다. 첫 번째 라운드에서 과반수를 얻은 후보자가 없었기 때문에 7월 5일 사이드 잘릴리와 마수드 페제시키안 사이에 결선투표가 실시된다.
이번 선거 1차 투표율은 39.93%로 이슬람공화국 역사상 가장 낮은 대선 참여율을 기록해 2021년 48.48%를 넘어섰다.